# Eidothea
Eidothea (altgriechisch: Εἰδοθέη) ist eine Gestalt der griechischen Mythologie.
Sie ist eine Tochter des Meeresgottes Proteus, eines Dieners des Poseidon. Homer beschreibt in seiner Odyssee, wie Menelaos mit seinen Gefährten auf der Heimfahrt vom Trojanischen Krieg auf der ägyptischen Insel Pharos gestrandet war. Die Nymphe verriet ihm aus Mitleid, wie sie ihren Vater zwingen könnten, ihnen den Weg zurück nach Sparta zu weisen. Dazu sollten sie den Gott, der die Fähigkeit besaß, sich in verschiedene Gestalten zu verwandeln, lange genug festhalten. Als Protheus sich am nächsten morgen wie gewohnt in einer Grotte zur Ruhe legte, befolgten sie ihre Anweisung: 
„Wir aber stürzten schreiend heran und schlangen die Arme

um ihn; doch der Alte vergaß seine listige Kunst nicht,

sondern er wurde wahrhaftig zuerst ein mähniger Löwe,

aber danach eine Schlange, ein Panther, ein mächtiger Keiler,

wurde zu fließendem Wasser, zum Baum mit Blättern hoch oben.“